# بناء السفن والآلات الألمانية
بناء السفن والآلات الألمانية Deutsche Schiff- und Maschinenbau Aktiengesellschaft (تختصر Deschimag)
كان تعاون بين ثمانية شركات بناء السفن الألمانية في الفترة 1926 إلى 1945. كانت الشركة الرائدة هي إيه جي فيزر ومقررها في بريمن.
تأسس التحالف في عام 1926 عندما قرر التجار والبنوك المؤثرون في بريمن تأسيس تعاون مع كبرى شركات بناء السفن الألمانية تحت قيادة إيه جي فيزر. كان الهدف من التحالف هو تنسيق وتركيز أنشطة أحواض بناء السفن الألمانية لتحقيق كفاءة أعلى كما هدفو كذلك لدعم شركة إيه جي فيزر للوقوف في وجه الأزمة الاقتصادية والمالية القادمة في ثلاثينيات القرن العشرين. في حين أن أكبر شركات بناء السفن في ألمانيا مثل Blohm & Voss و Bremer Vulkan AG بسبب موقعها القوي في السوق في ذلك الوقت لم تكن مهتمة بهذا التعاون، ولهذا فقد اندمجت الثمانية شركات الكبرى الأخرى المختصة ببناء السفن وكانت: